# Коста (Мачерата)
Коста (итал. Costa) насеље је у Италији у округу Мачерата, региону Марке.
Према процени из 2011. у насељу је живело 47 становника. Насеље се налази на надморској висини од 900 м.